# Songs from the Underground
Songs from the Underground es un Álbum recopilatorio de la banda Linkin Park, lanzado en noviembre de 2008. Consiste de una colección de 8 canciones populares del Linkin Park Underground, durante 7 años. También incluye material inédito de la banda. Solo se lanzó en poca cantidad y por medio de Best Buy. El álbum contiene 6 canciones anteriores y 2 pistas exclusivas: "My December" en directo, y "Hunger Strike", una canción de Chris Cornell junto a Chester Bennington.

## Lista de canciones
1. «Announcement Service Public» [LPU 6.0] - 2:22
2. «Qwerty» [LPU 6.0] - 3:21
3. «And One» [LPU 1.0] - 4:34
4. «Sold My Soul To Yo Mama» [LPU 4.0] - 1:57
5. «Dedicated (1999 Demo)» [LPU 2.0] - 3:10
6. «Hunger Strike» Chris Cornell feat. Chester B. (En vivo desde el tour Projekt Revolution 2008) - 4:14
7. «My December (En vivo 2008)» - 4:12
8. «Part of Me» [LPU 1.0] - 7:27

Pistas adicionales (solo descargable)
1. «Crawling» Chris Cornell feat. Chester B. (En vivo desde el tour Projekt Revolution 2008) - 4:49 (Con inicio de Hands Held High)
2. «Step Up»